# 七克真訓
《七克真訓》是司教沙勿畧顧准刊印的圖書，是一本基督教漢籍。該書輪述如何以七種德性克服七種罪惡。該書以近乎口語的白話文寫成。該書與龐迪我《七克》題目接近，但二者並非一書。